# Caenis demoulini
Caenis demoulini is een haft uit de familie Caenidae. De wetenschappelijke naam van de soort is voor het eerst geldig gepubliceerd in 1954 door van Bruggen.
De soort komt voor in het Oriëntaals gebied.